# كاتدرائية روان
كاتدرائية روان هي كنيسة رومانية كاثوليكية تقع في مدينة روان، نورماندي، فرنسا.